# Инклузиван спорт
Инклузиван спорт је физичка и спортска активност која омогућава заједничку праксу особа са и без инвалидитета, прилагођавајући се могућностима особе и одржавајући циљ и карактеристике спортске специјалности о којој се ради. Другим речима, не ствара се нова дисциплина, већ се прилагођавају правила и реквизити који се користе на начин који промовише ефикасно учешће свих учесника.
У области образовања једна од највећих користи је инклузија ученика са инвалидитетом у часовима физичког васпитања ради социјализације и развоја социјалних вештина од стране ученика уопште. Због тога се сматра корисним, не само за ученике са инвалидитетом, већ и за вршњаке с којима су у интеракцији.